# Сараджар
Сараджар (перс. سراجار) — село в Ірані, у дегестані Шірджу-Пошт, у бахші Рудбоне, шагрестані Ляхіджан остану Ґілян. За даними перепису 2006 року, його населення становило 852 особи, що проживали у складі 258 сімей.

## Клімат
Середня річна температура становить 14,82°C, середня максимальна – 28,61°C, а середня мінімальна – 0,61°C. Середня річна кількість опадів – 1161 мм.
| Клімат поселення                              | Клімат поселення | Клімат поселення | Клімат поселення | Клімат поселення | Клімат поселення | Клімат поселення | Клімат поселення | Клімат поселення | Клімат поселення | Клімат поселення | Клімат поселення | Клімат поселення | Клімат поселення |
| Показник                                      | Січ.             | Лют.             | Бер.             | Квіт.            | Трав.            | Черв.            | Лип.             | Серп.            | Вер.             | Жовт.            | Лист.            | Груд.            |                  |
| Середній максимум, °C                         | 9,51             | 9,70             | 12,14            | 17,73            | 21,90            | 25,87            | 28,61            | 28,34            | 25,29            | 20,92            | 16,18            | 12,04            |                  |
| Середня температура, °C                       | 5,06             | 5,24             | 7,70             | 13,27            | 17,49            | 21,40            | 24,68            | 24,40            | 21,32            | 16,97            | 12,22            | 8,08             |                  |
| Середній мінімум, °C                          | 0,61             | 0,82             | 3,26             | 8,82             | 13,04            | 16,98            | 20,70            | 20,43            | 17,38            | 13,02            | 8,28             | 4,10             |                  |
| Норма опадів, мм                              | 106              | 89               | 84               | 43               | 45               | 34               | 32               | 62               | 140              | 221              | 172              | 133              |                  |
| Середньомісячна швидкість вітру, м/с          | 2.40             | 2.50             | 2.50             | 2.48             | 2.41             | 2.68             | 2.60             | 2.30             | 2.13             | 2.12             | 2.10             | 2.16             |                  |
| Середньомісячна сонячна радіація, кДж/м²·день | 7047             | 9086             | 11001            | 15444            | 19676            | 21622            | 22282            | 18530            | 15066            | 10707            | 8599             | 6656             |                  |
| --------------------------------------------- | ---------------- | ---------------- | ---------------- | ---------------- | ---------------- | ---------------- | ---------------- | ---------------- | ---------------- | ---------------- | ---------------- | ---------------- | ---------------- |
| Джерело:                                      |                  |                  |                  |                  |                  |                  |                  |                  |                  |                  |                  |                  |                  |